# メトリカ
メトリカ（Metlika, ドイツ語：Möttling）は、スロベニアの市である。